# Autobahnkreuz Landstuhl-West
Das Autobahnkreuz Landstuhl-West (Abkürzung: AK Landstuhl-West; Kurzform: Kreuz Landstuhl-West) ist ein Autobahnkreuz in Rheinland-Pfalz, das sich bei Kaiserslautern befindet. Hier kreuzen sich die Bundesautobahn 6 (Saarbrücken – Mannheim – Nürnberg) (Europastraße 50) und die Bundesautobahn 62 (Nonnweiler – Pirmasens). Es war 1990 zudem Teil der Hauptroute der Aktion Lindwurm.

## Geographie
Das Kreuz liegt auf dem Gebiet der Gemeinde Ramstein-Miesenbach. Die umliegenden Städte und Gemeinden sind Landstuhl, Hütschenhausen, Hauptstuhl und Langwieden. Es befindet sich etwa 50 km nordöstlich von Saarbrücken, etwa 25 km nördlich von Pirmasens und etwa 15 km westlich von Kaiserslautern.
Das Autobahnkreuz Landstuhl-West trägt auf der A 62 die Nummer 10, auf der A 6 die Nummer 12.

## Ausbauzustand
Die A 6 ist in diesem Bereich, genau wie die A 62, zweispurig ausgebaut. Alle Überleitungen sind einstreifig.
Das Kreuz ist in Kleeblattform angelegt. Es verfügt auf der A 62 über eine Doppelanschlussstelle (Landstuhl-West).

## Verkehrsaufkommen
Das Kreuz wurde im Jahr 2015 täglich von rund 78.000 Fahrzeugen passiert.
| Von                           | Nach                     | Durchschnittliche tägliche Verkehrsstärke | Durchschnittliche tägliche Verkehrsstärke | Durchschnittliche tägliche Verkehrsstärke | Anteil Schwerlastverkehr | Anteil Schwerlastverkehr | Anteil Schwerlastverkehr |
| Von                           | Nach                     | 2005                                      | 2010                                      | 2015                                      | 2005                     | 2010                     | 2015                     |
| ----------------------------- | ------------------------ | ----------------------------------------- | ----------------------------------------- | ----------------------------------------- | ------------------------ | ------------------------ | ------------------------ |
| AS Bruchmühlbach-Miesau (A 6) | AK Landstuhl-West        | 40.300                                    | 42.500                                    | 42.100                                    | 15,5 %                   | 16,7 %                   | 17,8 %                   |
| AK Landstuhl-West             | AS Landstuhl-Ost (A 6)   | 56.200                                    | 59.500                                    | 61.800                                    | 13,9 %                   | 15,0 %                   | 17,0 %                   |
| AS Hütschenhausen (A 62)      | AK Landstuhl-West        | 28.500                                    | 29.700                                    | 30.900                                    | 10,2 %                   | 10,3 %                   | 08,8 %                   |
| AK Landstuhl-West             | RA Landstuhl-West (A 62) | 21.000                                    | 22.300                                    | 20.800                                    | 07,1 %                   | 05,5 %                   | 05,4 %                   |